# Кутявин, Сергей Владимирович
Серге́й Влади́мирович Кутя́вин (род. 10 апреля 1973, Глазов, Удмуртская АССР) — российский хоккеист и тренер. Играл на позиции нападающего в нескольких клубах Суперлиги. Мастер спорта России. За карьеру забросил 115 шайб в 492 официальных играх.

## Биография
Воспитанник глазовской хоккейной школы, где и начал свою игровую карьеру в местном «Прогрессе». В 1995—1998 годах выступал за кирово-чепецкую «Олимпию», откуда в 1998 году вызывался в новокузнецкий «Металлург» для игр в переходном турнире чемпионата России, а в следующем сезоне перешёл в екатеринбургское «Динамо-Энергия», выступающее в Суперлиге.
В 2001—2005 годах вновь играл в «Металлурге» (Новокузнецк), сезон 2005/2006 начинал в петербургском СКА, но по ходу первого этапа перешёл в нижнекамский «Нефтехимик».
Закончил игровую карьеру в сезоне 2007/2008, вернувшись в глазовский «Прогресс», в следующем году стал главным тренером клуба «Прогресс-2», а с 2010 по 2012 годы и с 2014 года — главным тренером основной команды.